# Campionati italiani assoluti di scherma del 1969
I Campionati italiani assoluti di scherma del 1969 sono stati organizzati dalla Federazione Italiana Scherma.
Nel fioretto, si sono aggiudicati i titoli dei campionati italiani Arcangelo Pinelli, che ha bissato il titolo dell'anno precedente, e Antonella Ragno, alla sua settima affermazione.
Il titolo della spada è andato a Pier Alberto Testoni, che ha vinto il suo primo titolo nazionale maschile.
Nella sciabola Giampaolo Calanchini ha vinto il suo primo titolo nazionale maschile.
Nei campionati italiani a squadre maschili il Club Scherma Torino ha vinto nel fioretto il suo secondo titolo dopo quello del 1967, mentre la Società del Giardino di Milano ha vinto sia nella spada (8º titolo) che nella sciabola, prima affermazione.
Il campionato italiano di fioretto a squadre femminile è andato per l'ottava volta al Club Scherma Torino.

## Podi

### Uomini
| Specialità  | Oro                           | Argento | Bronzo |
| Individuali |                               |         |        |
| Fioretto    | Arcangelo Pinelli             | -       | -      |
| Spada       | Pier Alberto Testoni          | -       | -      |
| Sciabola    | Giampaolo Calanchini          | -       | -      |
| A squadre   |                               |         |        |
| Fioretto    | Club Scherma Torino -         | -       | -      |
| Spada       | Società del Giardino Milano - | -       | -      |
| Sciabola    | Società del Giardino Milano - | -       | -      |

### Donne
| Specialità  | Oro                   | Argento | Bronzo |
| Individuali |                       |         |        |
| Fioretto    | Antonella Ragno       | -       | -      |
| A squadre   |                       |         |        |
| Fioretto    | Club Scherma Torino - | -       | -      |